# Madagascarchaea lotzi
Espèce
Madagascarchaea lotzi est une espèce d'araignées aranéomorphes de la famille des Archaeidae.

## Distribution
Cette espèce est endémique de Madagascar. Elle se rencontre dans le parc national de Ranomafana.

## Description
Le mâle holotype mesure 1,61 mm et la femelle paratype 1,96 mm.

## Étymologie
Cette espèce est nommée en l'honneur de Leon N. Lotz.

## Publication originale
- Wood & Scharff, 2018 : A review of the Madagascan pelican spiders of the genera Eriauchenius O. Pickard-Cambridge, 1881 and Madagascarchaea gen. n. (Araneae, Archaeidae). ZooKeys, vol. 727, p. 1-96.